# Route nationale 11 (Madagascar)
Pour les articles homonymes, voir Route nationale 11.
La route nationale 11 (N 11) est une route nationale s'étendant de Mahanoro jusqu'à Mananjary à Madagascar.

## Description
La N 11 parcourt 204 km dans les régions de Atsinanana et Vatovavy dans l'est de Madagascar.
Elle part du fleuve Mangoro dans le prolongement de la RN 11a et se dirige vers le sud, traverse Andranotsara et Nosy Varika et se termine en croisant la RN 25 près de Mananjary.
Sur le parcours, quatre bacs doivent être utilisés pour traverser les rivières.

## Parcours
Du nord au sud:
- Traversier du Mangoro - N 11a
- Nosy Varika - 204 km
- Tsiatosika - Croisement de la N 24
- Betampona - Croisement de la N 25
- Mananjary